# 소피야 요바노비치
소피야 요바노비치(세르비아어: Софија Јовановић, Sofija Jovanović; 1895년 ~ 1979년)는 발칸 전쟁과 제1차 세계 대전에 참전한 세르비아 육군에서 육군 대위 플로라 산데스, 육군 중사 밀룬카 사비치와 함께 몇 안 되는 여군으로서, 두 사람과는 달리 병으로 참전하였다.. 군적에서는 남성형 이름인 소프로니예 요바노비치(세르비아어: Sofronije Jovanović)로 기록되어 있다. 1915년 10월 동맹국 군대가 수도 베오그라드를 함락할 때까지 수도를 지켜냈으며, 세르비아군이 수도를 포기한 이후에는 알바니아로 후퇴하여 동맹군을 괴롭혔다. 그녀는 1918년 11월 살로니카 전선과 베오그라드 해방에도 참가하였다.
별명으로는 《세르비아의 잔 다르크》(Jeanne d'Arc serbe)가 있다.